# ديفيد ميلس
ديفيد ميلس (بالإنجليزية: David Mills)‏ هو أكاديمي أسترالي، ولد في 1946.